# Mosin-Nagant
Il Mosin–Nagant (in russo винтовка Мосина, vintovka Mosina, ovvero "fucile di Mosin") è un fucile a ripetizione manuale prodotto tra il 1891 ed il 1959 e usato in maniera estesa da Impero russo, Unione Sovietica e svariati altri Stati del mondo.
È uno dei fucili più prodotti e longevi della storia, con oltre 37 milioni di esemplari, utilizzato per circa 100 anni.

## Storia

### Il progetto iniziale e primi test
Durante la Guerra russo-ottomana degli anni 1877-1878, le truppe russe erano armate di fucili monocolpo Berdan e subirono gravissime perdite contro le forze turche armate invece di fucili a ripetizione Winchester. Fu la prova che serviva ai comandanti russi per imporre una modernizzazione dell'esercito imperiale.
Nel 1889 furono proposti tre fucili per la valutazione: Sergei Ivanovich Mosin presentò il suo fucile a 3 linee (7,62 mm), il belga fabbrica di armi Émile e Léon Nagant propose un'arma a 3,5 linee (9 mm) e il capitano Zinoviev un altro modello a 3 linee (7,62 mm). La "linea" era un'unità di misura russa equivalente a 1/10 di pollice, quindi 2,54 mm da cui il calibro 7,62 dei fucili russi.
Quando i test si conclusero nel 1891, i valutatori si trovarono divisi. Il fucile di Nagant presentava una meccanica complessa e una procedura di smontaggio lunga che necessitava di strumenti esterni. Il fucile di Mosin peccava di scarsa qualità nelle lavorazioni, cosa che provocò diversi inceppamenti. La commissione alla fine votò 14 a 10 per l'adozione del fucile di Nagant. Tuttavia, il generale Chagin, capo della commissione, impose nuovi test da tenersi sotto la supervisione della commissione e questa volta il Mosin mostrò i suoi vantaggi sul concorrente, portando alla sua adozione.

### Perfezionamento e produzione

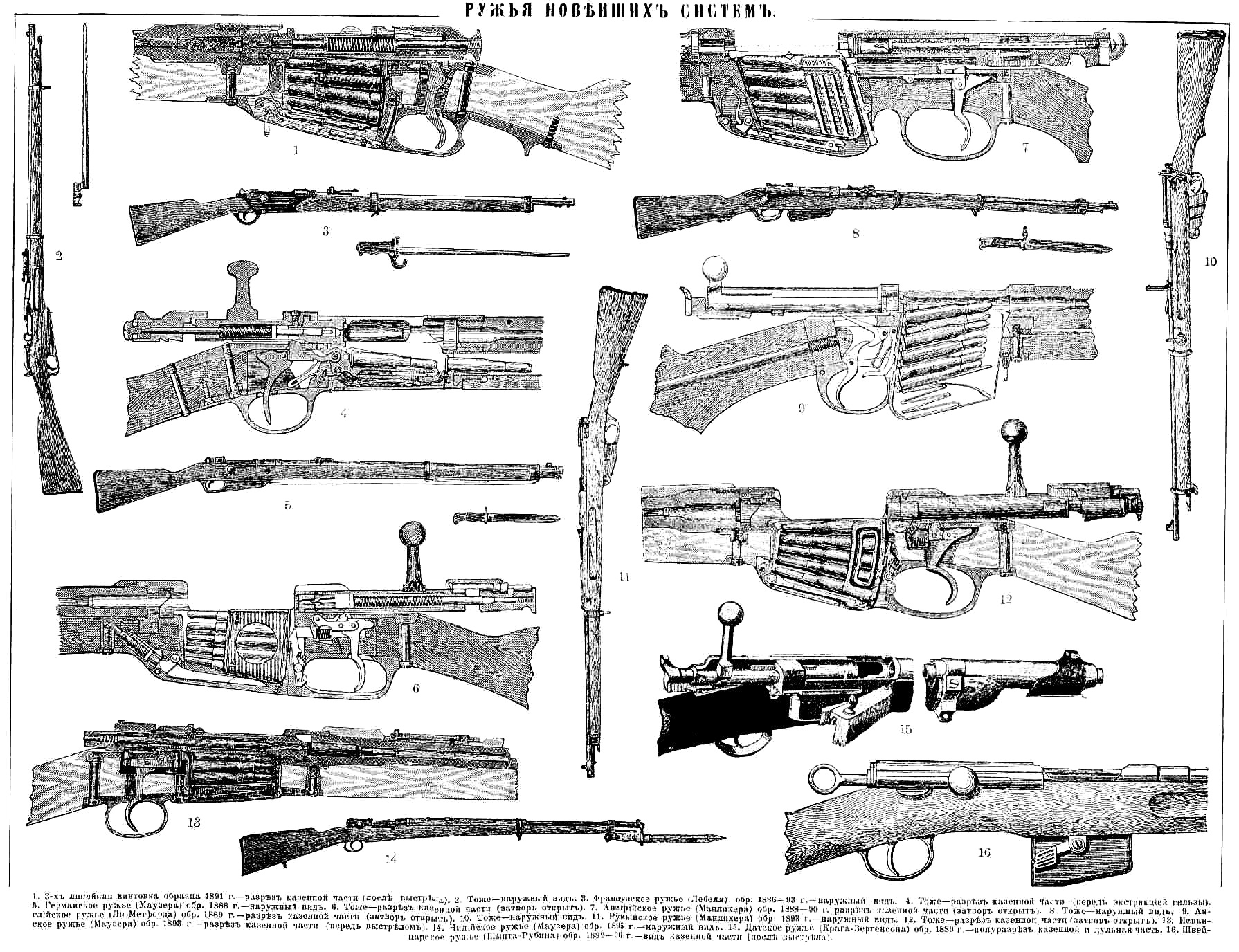
Schema di un M91 (in alto a sinistra)

Il Русская 3-линейная (7,62-мм) винтовка образца 1891 года (ruskaja 3-linejnaja vintovka obrazca 1891 goda, ovvero "fucile da 3 linee modello 1891"), secondo la denominazione ufficiale di adozione, fu adottato dall'esercito russo nel 1891. Ci sono poi state diverse varianti dell'arma, la più comune delle quali è la 91/30, esito di un processo di modernizzazione attuato negli anni '20 e '30. Alcuni dettagli furono mutuati dal progetto di Nagant. Il primo è l'idea di fissare la molla del caricatore alla base del caricatore stesso (la commissione temeva che una molla libera sarebbe andata facilmente persa durante le operazioni di pulizia).
Anche il pezzo definito "interruttore", integrale al castello, fu copiato dal progetto di Nagant. Il fucile iniziale non presentava questo elemento (che serve ad impedire problemi di doppia alimentazione) e si verificarono diversi inceppamenti. Si decise quindi di aggiungere il pezzo per migliorare l'affidabilità dell'arma. Nella modernizzazione degli anni '30 la forma del dispositivo fu cambiata (da due pezzi ad un singolo pezzo) in quanto si era rivelato l'elemento più fragile dell'arma. Quindi, nella versione del 1930, solo la lastrina di caricamento e la base del caricatore rimanevano come parti del progetto di Nagant, ma considerando che l'arma era facilmente ricaricabile anche per singoli colpi, la lastrina non ricoprì un ruolo così importante nella disputa tra la Russia e Nagant.

### La disputa legale con Léon Nagant
Nonostante il mancato successo del suo fucile, Nagant sporse denuncia, dichiarando che dovesse spettargli la somma destinata al vincitore del concorso. Era infatti chiaro che fosse stato Nagant il primo al mondo a registrare il brevetto per il famoso "interruttore", sebbene lui stesso lo avesse dedotto dal primo progetto proposto da Mosin. Il progettista russo, facendo parte dell'esercito russo, non poteva infatti registrare brevetti a proprio nome, in quanto tutte le invenzioni risultavano proprietà del Governo e quindi coperte da segreto militare.
Stava per scoppiare uno scandalo, con Nagant che minacciò di non partecipare mai più a prove in Russia mentre alcuni ufficiali proposero addirittura di espellere l'inventore belga da qualunque futura prova, fornendo come scusa il fatto che Nagant si fosse appropriato dell'idea del dispositivo quando esso era già coperto da segreto militare, violando quindi la legge russa. Prendendo il considerazione il fatto che Nagant, uno dei pochi inventori non vincolati a potenze straniere, fosse molto collaborativo, la commissione si risolse a pagargli la somma di 200.000 rubli (lo stesso ammontare ricevuto da Mosin).
Il fucile non prese il nome di Mosin onde evitare future diatribe con Nagant e la cosa si rivelò a posteriori molto saggia, visto che nel 1895 il revolver Nagant fu adottato dall'esercito russo come arma da fianco. Tuttavia, per lo stesso motivo e poiché Nagant usò la questione per farsi pubblicità, il nome Mosin-Nagant comparve nella letteratura occidentale (ma in Russia il fucile non fu mai chiamato così). Questo nome, oltretutto, è sbagliato sia dal punto di vista legale (a causa delle leggi russe in vigore al momento dell'adozione) che da quello tecnico, in quanto nessuno dei dispositivi di Nagant, anche rimosso dal fucile, pregiudicherebbe il funzionamento dell'arma.

### Conflitto russo-giapponese
Nel 1889 lo zar Nicola impose all'esercito russo di adeguarsi (o superare se possibile) agli standard europei per lo sviluppo di "fucili di calibro ridotto e munizionamento infume". Le nuove armi avrebbero utilizzato proiettili ad alta velocità (oltre 600 m/s) e avrebbero permesso di cominciare e combattere battaglie a lunga distanza, potenzialmente fino ai 2 km. Il nuovo fucile Mosin avrebbe rimpiazzato il vecchio Berdan.
La produzione del Modello 1891 cominciò nel 1892 negli stabilimenti di Tula, Izhevsk e Sestroryetsk. Fu anche piazzato un ordine per 500.000 fucili alla Manufacture Nationale d'Armes de Châtellerault.
La Guerra Russo-Giapponese del 1904-1905 fu la prima prova sul campo del nuovo M1891, e al momento dello scoppio del conflitto erano disponibili all'incirca 3.800.000 fucili, di cui più di un milione già nelle mani dell'esercito e della cavalleria. Tuttavia, poche armi videro effettivamente servizio, e molte delle unità rimasero equipaggiate coi vecchi Berdan.

### Prima guerra mondiale

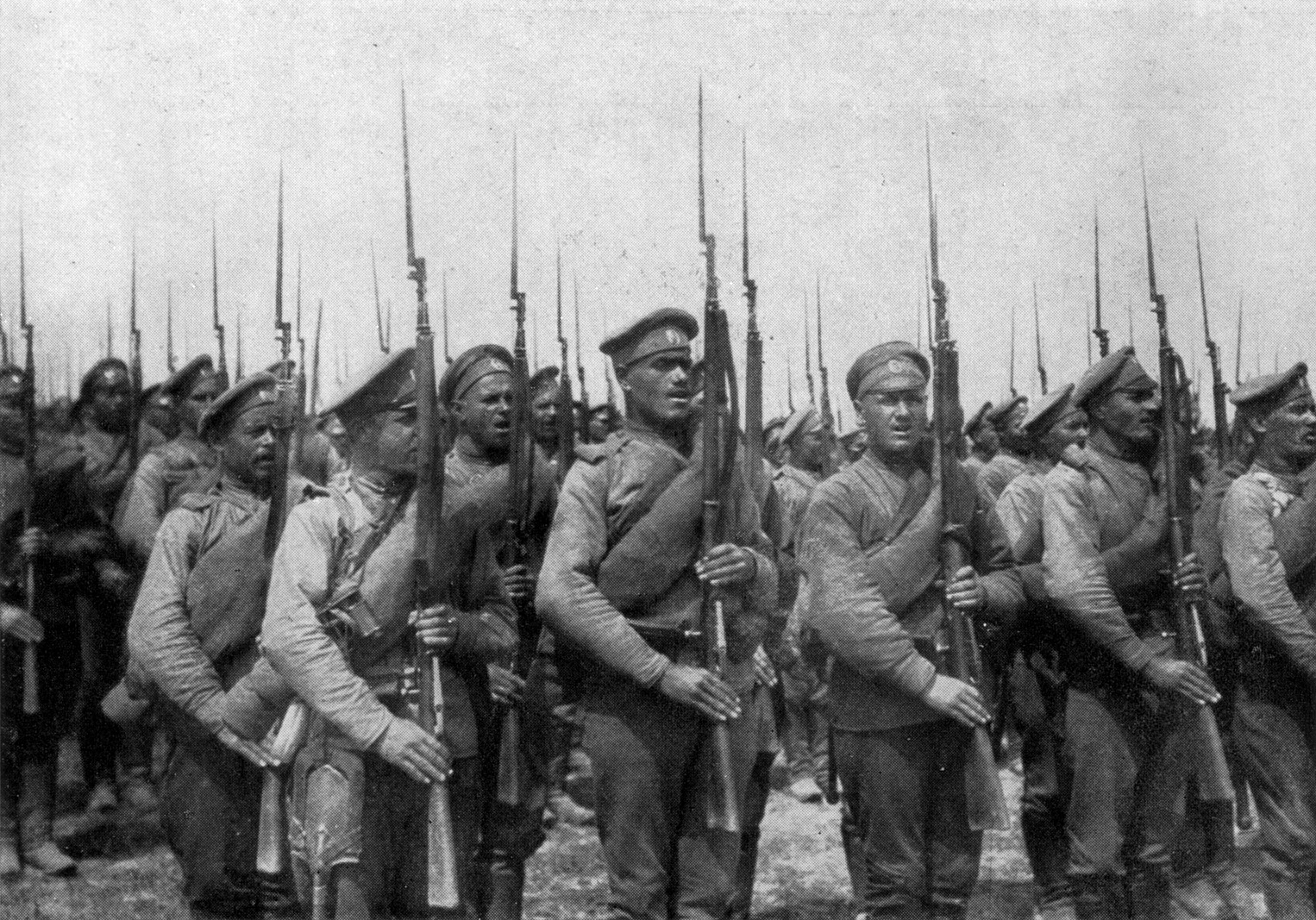
Fanti dell'Esercito Imperiale Russo durante la Prima guerra mondiale armati di M91.

Con l'inizio del primo conflitto mondiale, per ragioni di semplicità la produzione fu limitata ai soli modelli da fanteria e dragone. A causa di una disperata carenza di armi e dell'assenza quasi totale di un'industria in grado di produrne, il governo russo commissionò 1.500.000 di fucili alla Remington Arms più un altro ordine di 1.800.000 pezzi alla New England Westinghouse Company nel 1915. La Remington produsse 750.000 fucili prima dell'interruzione della produzione a seguito della Rivoluzione d'ottobre. Alla Russia erano stati consegnati 469.951 fucili quando il Trattato di Brest-Litovsk pose fine al conflitto tra Russia e Potenze centrali.
Da quel momento, il governo bolscevico di Lenin bloccò tutti i pagamenti dovuti alle compagnie americane (senza aver pagato neanche uno dei fucili prodotti). La Remington e la Westhouse si trovarono sul baratro della bancarotta così il governo decise di intervenire comprando i rimanenti 280.000 fucili. Le forze dei corpi di spedizione americano e inglese furono dotati di Mosin Nagant quando vennero inviati a Murmansk e Arkhangelsk nell'estate del 1918 per impedire che le munizioni consegnate agli zaristi cadessero nelle mani delle potenze centrali. I fucili rimasti furono usati nell'addestramento delle truppe e usati per armare vari corpi secondari. Designato come U.S. Rifle, 7,62 mm, Model of 1916, si tratta di uno dei fucili più rari usati dall'esercito americano.
Grandi quantità di fucili furono catturati dalle forze tedesche e austroungariche e videro servizio nei reparti di retroguardia, perfino nella marina tedesca. Migliaia di altri fucili furono poi venduti alla Finlandia negli anni '20.

### La guerra civile russa e lo scontro con la Finlandia
Durante la guerra civile russa, i modelli da fanteria e dragone rimasero in produzione, sebbene in numeri fin troppo esigui. Nel 1924, a seguito della vittoria dell'Armata Rossa, fu riunita una commissione per ammodernare il fucile, ormai in servizio da oltre 30 anni. Lo sforzo portò alla nascita del 91/30, basato sulla variante Dragone. La canna venne accorciata di 70 mm, le mire ritarate in metri e non più in arshin e il mirino anteriore a lama sostituito da uno con protezione per evitare disassamenti. Anche l'otturatore subì lievi modifiche, ma fu mantenuta la retrocompatibilità con i vecchi pezzi del modello Dragone.
Il fucile fu impiegato nella guerra russo-finlandese e nella guerra di continuazione contro la Finlandia, che produsse poi diverse varianti di Mosin, tutte assemblate a partire da castelli russi o sovietici. Chiaramenti rimasero in uso anche i fucili catturati ai russi, seppur con piccole modifiche. I Mosin finlandesi furono prodotti da SAKO; Tikkakoski e VKT, con canne spesso importate da Svizzera e Germania. Nell'assemblaggio dei suoi M/39 la Finlandia impiegò spesso castelli ottagonali risalenti addirittura al 1894. I fucili finlandese possono anche essere riconosciuti dalla presenza di castelli prodotti in Russia, Francia o America con il punzone SA, o di canne prodotte in Finlandia, Svizzera, Austria, Belgio e Germania. I calci finlandesi sono facilmente identificabili, in quanto costituiti da due pezzi.
Inoltre, il fucile fu distribuito come aiuto alle forze repubblicane anti-Franchiste nella Guerra Civile Spagnola. I fucili spagnoli sono riconoscibili dal particolare adattatore montato sui fucili per l'uso di cinghie europee al posto di quelle originali russe.

### Seconda guerra mondiale
All'inizio del secondo conflitto mondiale, il Mosin M91/30 era l'arma standard delle truppe sovietiche e milioni di esemplari furono costruiti per armare il più grande esercito mobilizzato della storia.
Il Mosin fu modificato fin dal 1932 per accettare ottiche di precisione, inizialmente di origine tedesca poi di produzione interna (PE, PEM), e nel 1942 venne standardizzata l'ottica PU da 3,5 ingrandimenti. L'arma dimostrò la sua efficacia nelle cruente battaglie urbane del fronte orientale e fu usata da cecchini passati alla storia, come Vasili Zaytsev e Ivan Sidorenko. Questi fucili di precisione avevano la buona reputazione di essere robusti, affidabili, precisi e facili da mantenere. Anche la Finlandia usò questo fucile come arma di precisione, sia nella variante russa che nelle varie versioni domestiche. A Simo Häyhä sono attribuite 505 uccisioni, tutte conseguite con il suo M/28-30. Häyhä tuttavia non usava un mirino telescopico perché, come riferì in un'intervista concessa poco prima della morte, le ottiche russe costringevano il tiratore a tenere la testa troppo alta sull'arma, favorendo quindi l'individuazione da parte del nemico.
Nel biennio 1935-1936 il fucile 91/30 fu ancora semplificato per ridurne i tempi di produzione. Il castello ottagonale fu semplificato in uno circolare. Quando la Germania invase l'Unione Sovietica la necessità di produrre ancora più armi portò ad ulteriori semplificazioni e ad un drastico calo della qualità delle finiture. I fucili prodotti in tempo di guerra sono facilmente riconoscibili dai punzoni a dalle finiture grezze che non avrebbero mai superato le ispezioni in tempo di pace. Tuttavia, nonostante le mancanze estetiche, il funzionamento dell'arma risulta inalterato.
Nel 1938 fu schierata sul campo una versione carabine del Mosin, denominata M38. La differenza consisteva nell'accorciamento della canna di 216 mm che portò l'arma ad una lunghezza totale di 1.016 mm (con la calciatura ridotta in proporzione). L'idea era di distribuire l'arma a corpi di ingegneri e artiglieri in caso dovesse sorgere la necessità di difendersi. La mira anteriore dell'arma fu modificata così che risultasse impossibile montare le classiche baionette del 91/30.
L'aumento dei combattimenti urbani portò allo sviluppo della carabina M44. Nella pratica si trattava di una carabina M38 modificata anteriormente dal montaggio di una baionetta che si ripiegava sul lato in uno scasso nella calciatura. Poche di queste armi videro però servizio attivo sul fronte orientale.
Alla fine della guerra erano stati prodotti approssimativamente 17.400.000 fucili M91/30.

### Il secondo dopoguerra e le esportazioni
Negli anni subito seguenti il secondo dopoguerra l'Unione Sovietica interruppe la produzione di Mosin-Nagant e li ritirò dal servizio in favore della carabina SKS e poi dell'AK-47. Nonostante fosse ormai obsoleto, il Mosin-Nagant continuò a prestare servizio in diversi paesi del blocco comunista e nel resto del mondo per diversi anni. Armi del genere erano ancora molto diffuse durante i conflitti in Corea e Vietnam, e non solo come armi di riserva, ma come vere e proprie armi da prima linea.
Idealmente, ogni paese che avesse ricevuto aiuti da Unione Sovietica, Cina e Paesi del blocco orientale si sarebbe trovato rifornito di Mosin-Nagant. I Paesi del Medioriente alleati con la Russia (Egitto, Siria, Iraq, Afghanistan e Palestina) ricevettero i Mosin a fianco di armi più recenti. Durante l'Invasione sovietica dell'Afghanistan tra gli anni settanta e ottanta entrambi gli schieramenti si trovarono ad usare Mosin-Nagant. In Afghanistan l'uso dell'arma si è protratto fino a qualche anno fa, specie nelle mani di insorti e forze irregolari. Anche a quasi trent'anni dal collasso dell'Unione Sovietica, la presenza del Mosin-Nagant è stata segnalata in diversi conflitti. Il fucile ha servito nelle mani dei separatisti ceceni nella guerriglia contro la Russia, così come nelle mani delle forze irregolari ucraine, nella guerra in Iraq, nella guerra in Afghanistan scoppiata nel 2001 e nella guerra civile siriana. In Finlandia l'arma è ancora in uso come fucile di precisione.

## Dettagli tecnici
Similmente al Mauser Gewehr 98, anche il modello 1891 usa due tenoni per chiudere la culatta dell'arma. La prima differenza consiste nel fatto che i tenoni del Nagant bloccano la culatta in posizione orizzontale, e non verticale come avviene nel Mauser. Inoltre, l'otturatore del Mauser è costituito da un componente monoblocco, mentre quello del Mosin è scomponibile. Il sistema di alimentazione è diverso nei due fucili, in quanto il Mauser utilizza il più affidabile sistema ad "alimentazione controllata" (dove la cartuccia viene subito agganciata dall'otturatore appena sfilata dal caricatore) mentre il Mosin usa il classico sistema "a spinta" in cui l'estrattore aggancia la cartuccia solo dopo la chiusura dell'otturatore. L'otturatore del Mosin può essere rimosso semplicemente portando l'otturatore a fine corsa e premendo il grilletto, mentre il Mauser presenta un pulsante di rilascio sul castello.
Come nel Mauser, la rotazione dell'otturatore per lo sblocco completo della culatta è di 90° (a differenza dei 60° del Lee-Enfield britannico). La leva di armamento del Mauser si trova sul retro dell'otturatore, mentre quella del Mosin (similmente a quanto avviene nei fucili Mannlicher) si trova a metà dell'otturatore saldata ad una protrusione che agisce come "terzo blocco" per la chiusura dell'arma.
La rigatura della canna è destrorsa a 4 linee con passo 1:241 mm (1:9,5) oppure 1:254 mm (1:10). Il caricatore interno può essere riempito sia caricando i colpi singolarmente, sia usando le apposite piastrine da 5 colpi.

## Varianti

### Russia/URSS

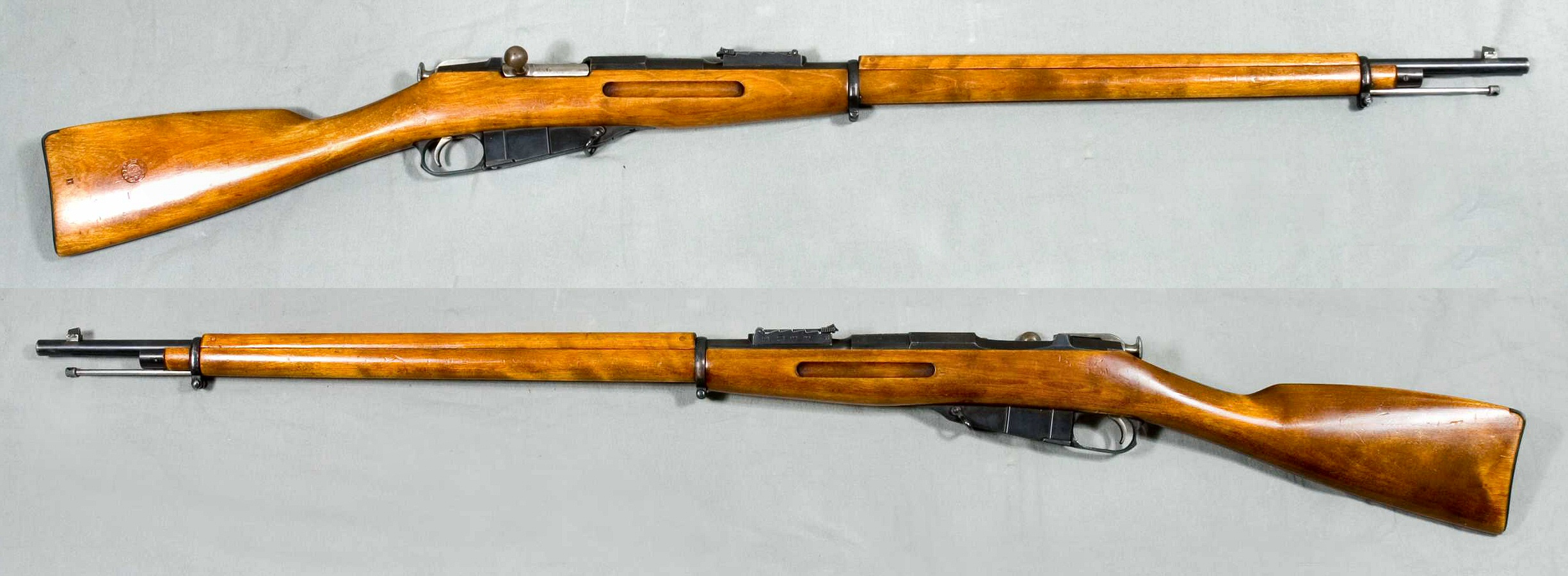
Mosin-Nagant M1891 (Fanteria)

- M1891 (in russo пехотная винтовка образца 1891 года, pechotnaja vintovka obrazca 1891 goda, ovvero "fucile da fanteria M1891"): l'arma principale della fanteria russa dal 1891 al 1930. Le modifiche apportate nel periodo 1891-1910 comprendono un mirino migliorato, l'introduzione di un perno di rinforzo a seguito dell'adozione delle nuove munizioni spitzer da 147 grani, l'eliminazione della placca per l'appoggio delle dita dietro il grilletto, nuove bande per la canna e l'introduzione di nuovi attacchi per la cinghia[14].

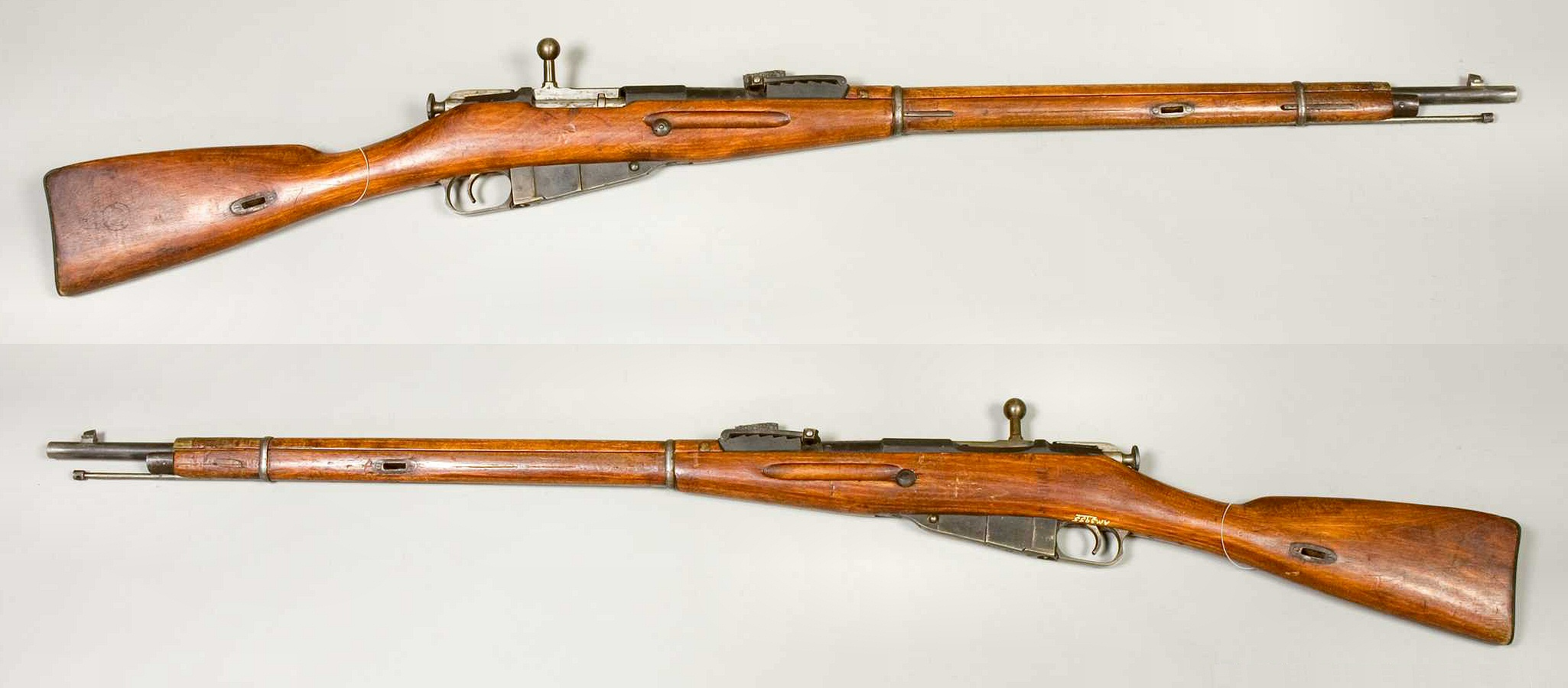
Mosin-Nagant M1891 "Dragone" (Cavalleria).

- M1891 "Dragone" (in russo драгунская, dragunskaja, ovvero "dragone"): prodotta per i Dragoni, questa variante era più corta di 64 mm e di 0,4 kg più leggera dell'M1891. Le dimensioni sono identiche al posteriore modello M1891/30 e proprio per questo grandi quantità di queste armi furono poi adattate al nuovo standard. Molti di questi fucili sono riconoscibili per la presenza di marcature pre-1930, mentre quei pochi fucili prodotti tra il 1930 e il 1932 sono indistinguibili dai M1891/30[15].
- M1891 "Cosacco" (in russo казачья, kazačja, ovvero "cosacco"): introdotto per i Cosacchi, è identico alla variante Dragone, ma senza baionetta e con mire riadattate alla nuova configurazione alleggerita.
- M1907: più corto di 289 mm e più leggero di quasi 1 kg (0,95 kg per essere precisi), questa variante si rivelò particolarmente adatta a cavalleria, ingegneri, segnalatori e artiglieri. La calciatura lunga fin quasi alla volata impediva l'uso di baionette. Fu prodotto in piccole quantità fino al 1917[15].

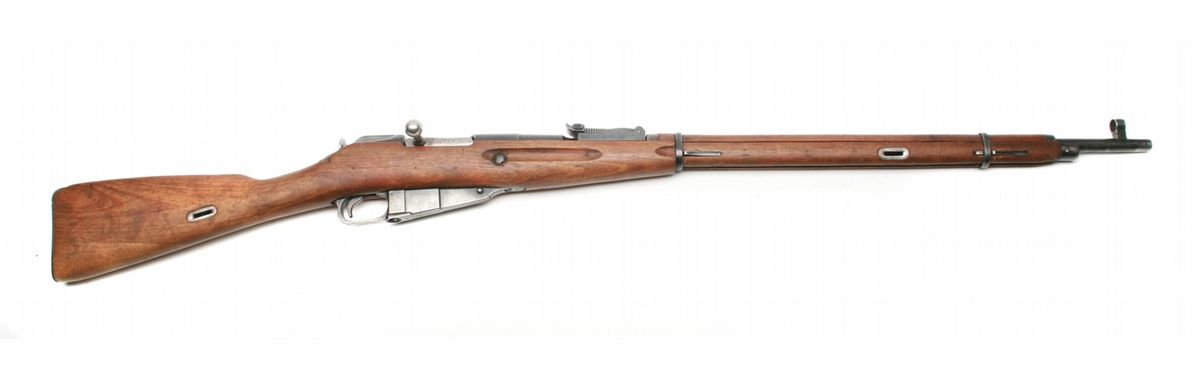
Mosin-Nagant M1891/30

- M1891/30 (in russo винтовка образца 1891/30 года винтовка Мосина, vintovka obrazca 1891/30 goda vintovka Mosina): la variante più prolifica di Mosin Nagant. Fu prodotta dal 1930 al 1945 e molti fucili da Dragone furono adattati al nuovo standard. Veniva spesso usato come fucile di precisione durante la seconda guerra mondiale. Inizialmente i fucili montavano ottiche PE o PEM (4 ingrandimenti) copiate direttamente dai progetti della Zeiss, ma col tempo entrambe vennero sostituite con la più compatta, semplice e facile da produrre PU 3,5×. Dato che il mirino veniva montato direttamente sopra il castello, oltre a non poter più alimentare l'arma tramite piastrine, si dovette rimodellare la leva di armamento dell'otturatore piegandola verso il basso, così da permettere lo sblocco dell'otturatore con rotazione senza che il mirino interferisse con l'operazione. L'arma differisce dal modello Dragone per i mirini più bassi e ritarati in metri (invece che in Arshin), castello cilindrico invece che ottagonale, mirino anteriore coperto e non più a lama semplice[16].

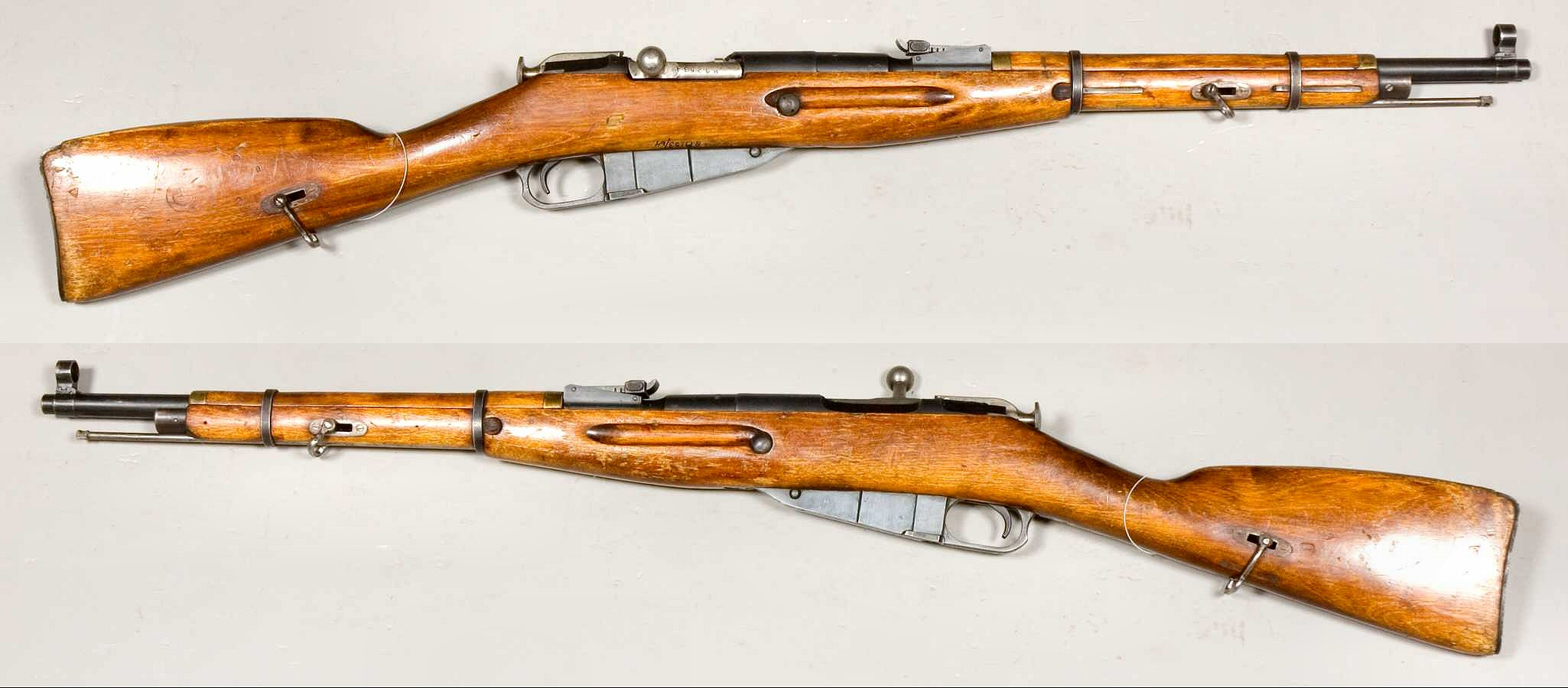
Mosin-Nagant M1938 (Carabina)

- M1938: una variante carabina basata sul M1891/30 prodotta dal 1939 al 1945 nell'arsenale di Izhevsk e dal 1940 al 1944 a Tula. L'arma era intesa per l'uso da parte di truppa di seconda linea. Dato che nel 1944 l'arma venne sostituita dalla nuova M44, pochissime M38 sono state prodotte nel 1945 e questi esemplari sono molto ricercati dai collezionisti. L'arma si presenta essenzialmente come un M1891/30 accorciato (1.000 mm contro i 1.230), senza supporto per la baionetta. In caso di necessità la calciatura veniva sostituita con quella della M44, e la cosa deve essere stata piuttosto frequente vista la scarsità ad oggi di M38 con calciature originali.
- M1944: questa carabina venne introdotta in servizio nel tardo 1944 (con 50.000 esemplari prodotti nel 1943 per i test) e rimase in produzione fino al 1948. I due arsenali che si occuparono della produzione furono Izhevsk (1943-1948) e Tula (1944). L'arma è simile al precedente M1938, con l'unica differenza della baionetta a spillo (a sezione cruciforme) fissa abbattibile lateralmente in uno scavo della calciatura. L'arma venne usata estesamente anche nei Paesi satellite dell'Unione Sovietica e molti esemplari videro le canne riprofilate nel dopoguerra.
- M1891/59: questa variante veniva ottenuta semplicemente accorciando i pre-esistenti M1891/30 e ritarando i mirini per adattarli alla nuova gittata. Le armi di questo tipo sono identiche alle carabine M38 tranne che per le mire posteriori del 91/30[17]. La marcatura 1891/59 sul castello suggerisce che tali armi siano state prodotte non prima del 1959. Inizialmente si credeva che questi fucili fossero stati prodotti dai bulgari in previsione di un'invasione da occidente che non avvenne mai. Recentemente però alcune prove sembrerebbero testimoniare che tali armi siano semplicemente il frutto di un rimaneggiamento dei 91/30 forniti dai sovietici ai bulgari durante la Seconda guerra mondiale. Non si conoscono i numeri di produzione di questa variante, e le varie pubblicazioni spaziano dal milione scarso ai tre milioni.

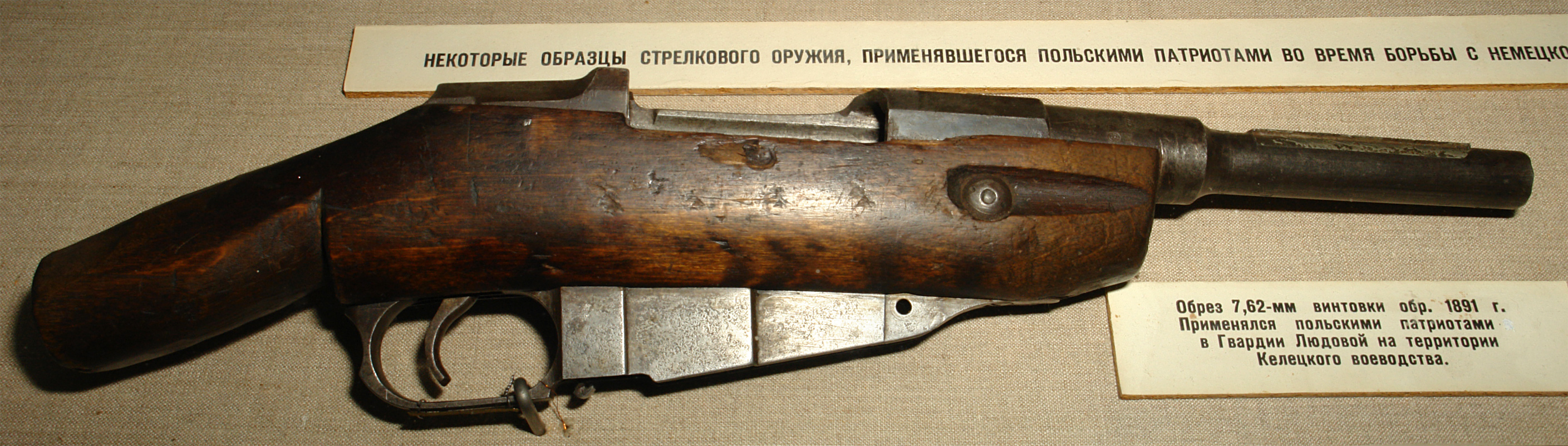
Mosin-Nagant M1891 a canna mozza (l'esemplare in foto non ha l'otturatore)

- Obrez (in russo Обрез, che significato "accorciato, mozzato"): durante la Rivoluzione e nel periodo di guerra civile subito seguente, rivoluzionari, criminali e forze irregolari riducevano i Mosin in loro possesso a delle pistole che potessero essere facilmente occultate. Le lavorazioni su questi esemplari sono spesso grezze e molti di essi non hanno nemmeno più i mirini. Dopo la Rivoluzione il numero di Obrez calò drasticamente, dato che le forze bolsceviche avevano a quel punto accesso ai depositi di revolver M1895. Questi esemplari "a canna mozza" sono molto ricercati dai collezionisti e sono la più rara variante di Mosin al mondo.
- OTs-48/OTs-48K: le due varianti di precisione (ОЦ-48К) sono state ideate negli anni 2000 in maniera da utilizzare i numerosi Mosin ancora present negli arsenali russi. Progettato e sviluppato dall'Ufficio centrale per le armi da caccia e sportive (TSKIB SOO) di Tula, l'arma è ancora in uso presso alcune agenzie di sicurezza[18][19].

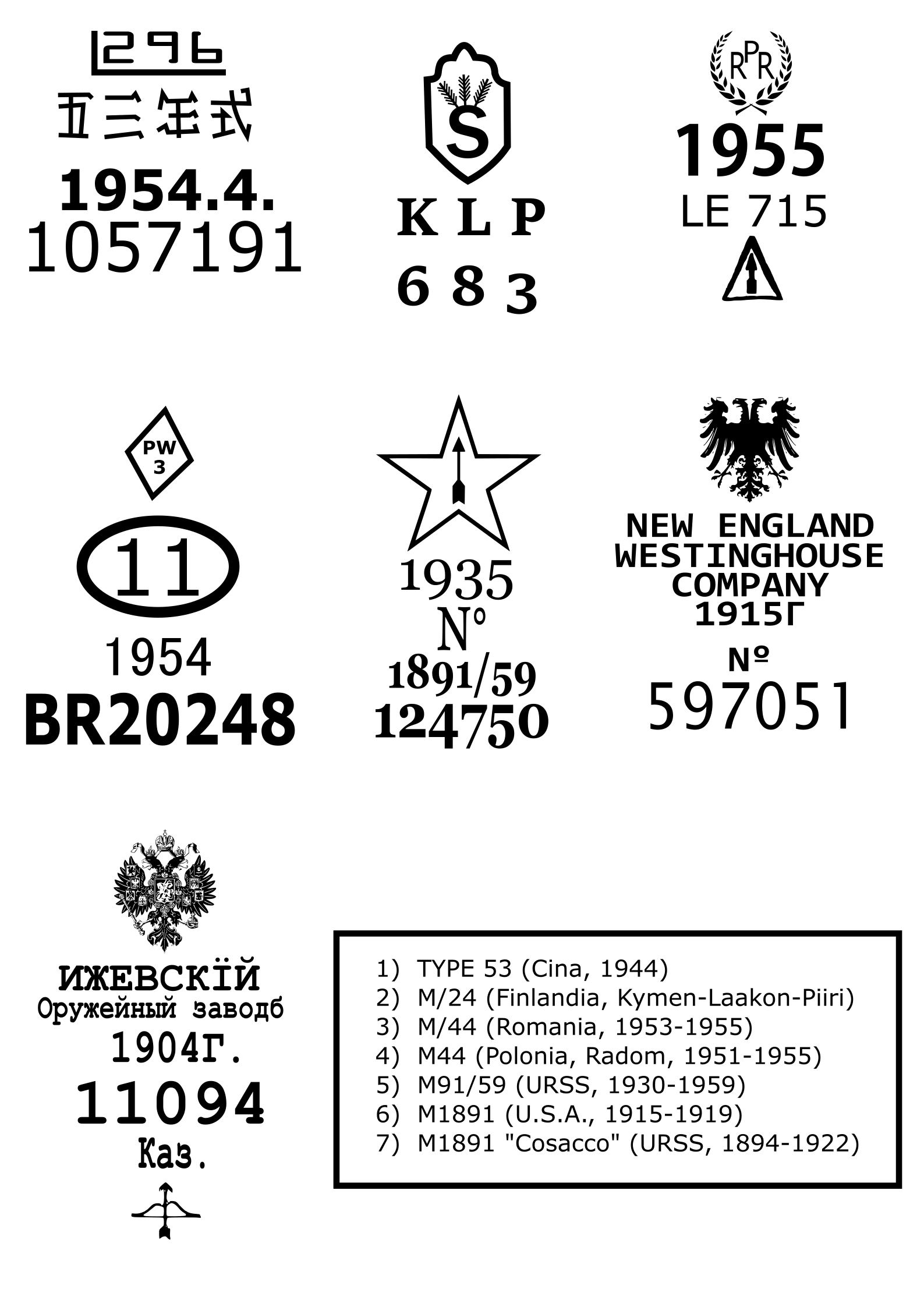
Alcuni esempi di punzonature per fucili Mosin Nagant (sia sovietici che esteri)

### Estonia
Dopo la guerra d'indipendenza estone, l'Estonia si ritrovò con 120.000 fucili M1891 in magazzino; il Kaitseliit ricevette poi ulteriori armi dai finlandesi e alcune varianti domestiche (spesso modernizzate) furono prodotte in Estonia.
- M1933 (o M1891/33): fu il fucile d'ordinanza dell'esercito estone.
- M1938: variante del M1933, prodotta in 12.000 esemplari.
- KL300: variante prodotta per il Kaitseliit, per un totale di 4.025 fucili.
- Lühendatud sõjapüss M1935 (ovvero "fucile accorciato M1935"): variante del M1933 con canna da 600 mm, prodotto in 6.770 esemplari.

### Finlandia

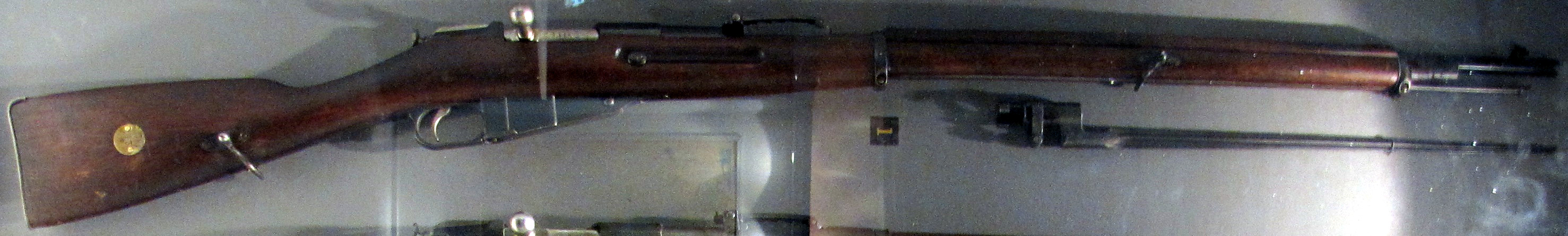
Mosin-Nagant M/91

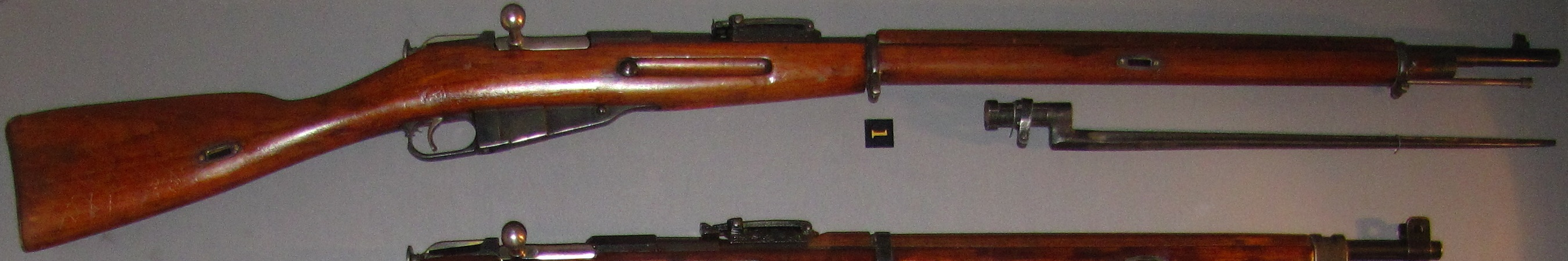
Mosin-Nagant M/24

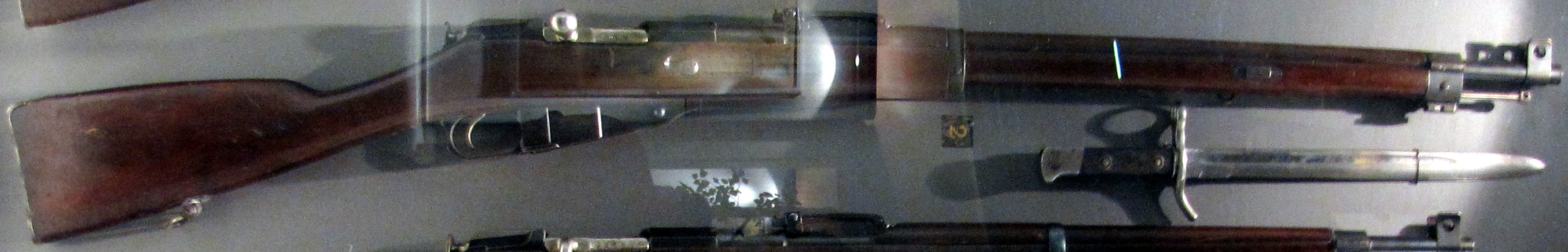
Mosin–Nagant M/27

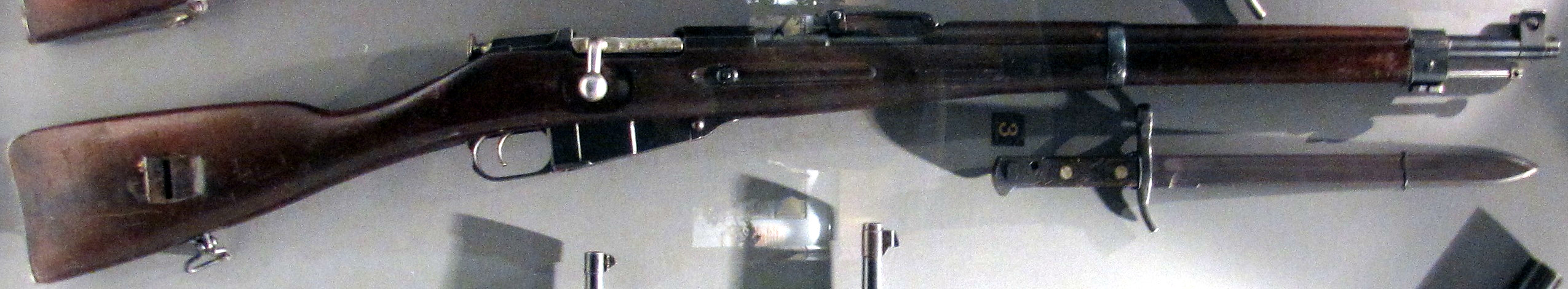
Mosin-Nagant M/27rv

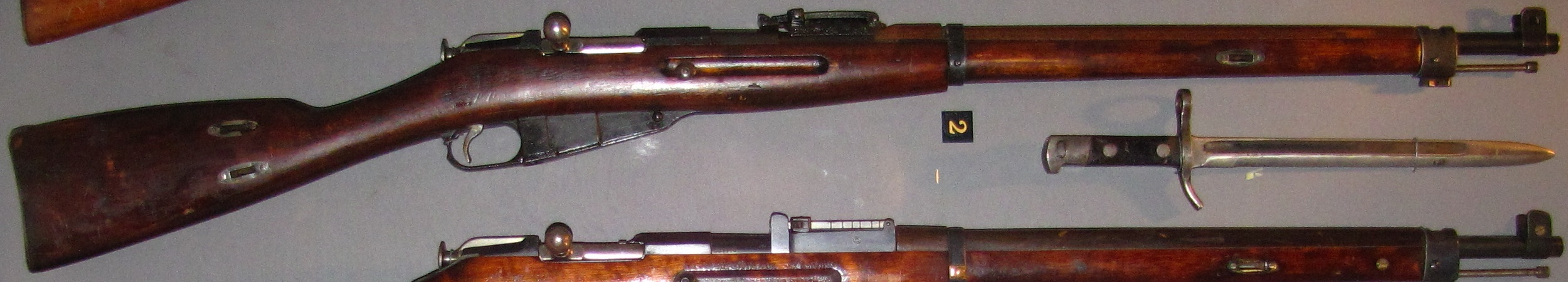
Mosin-Nagant M/28

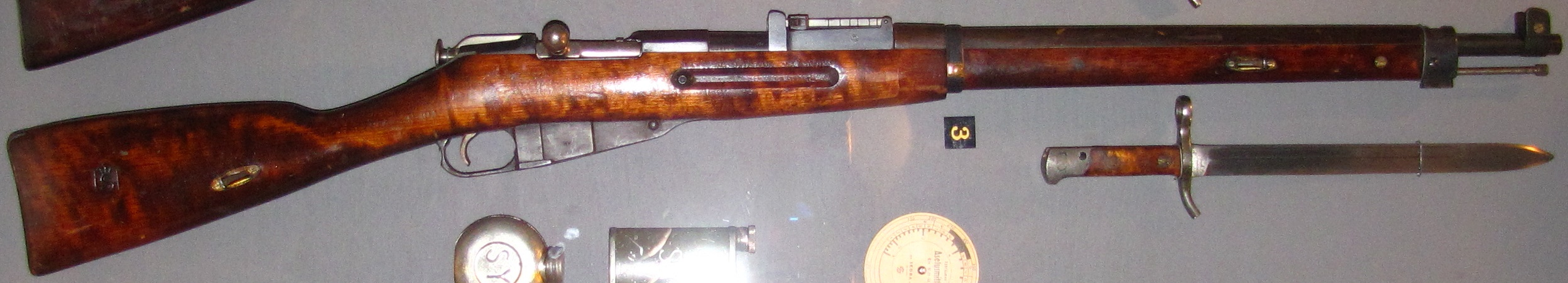
Mosin-Nagant M/28-30

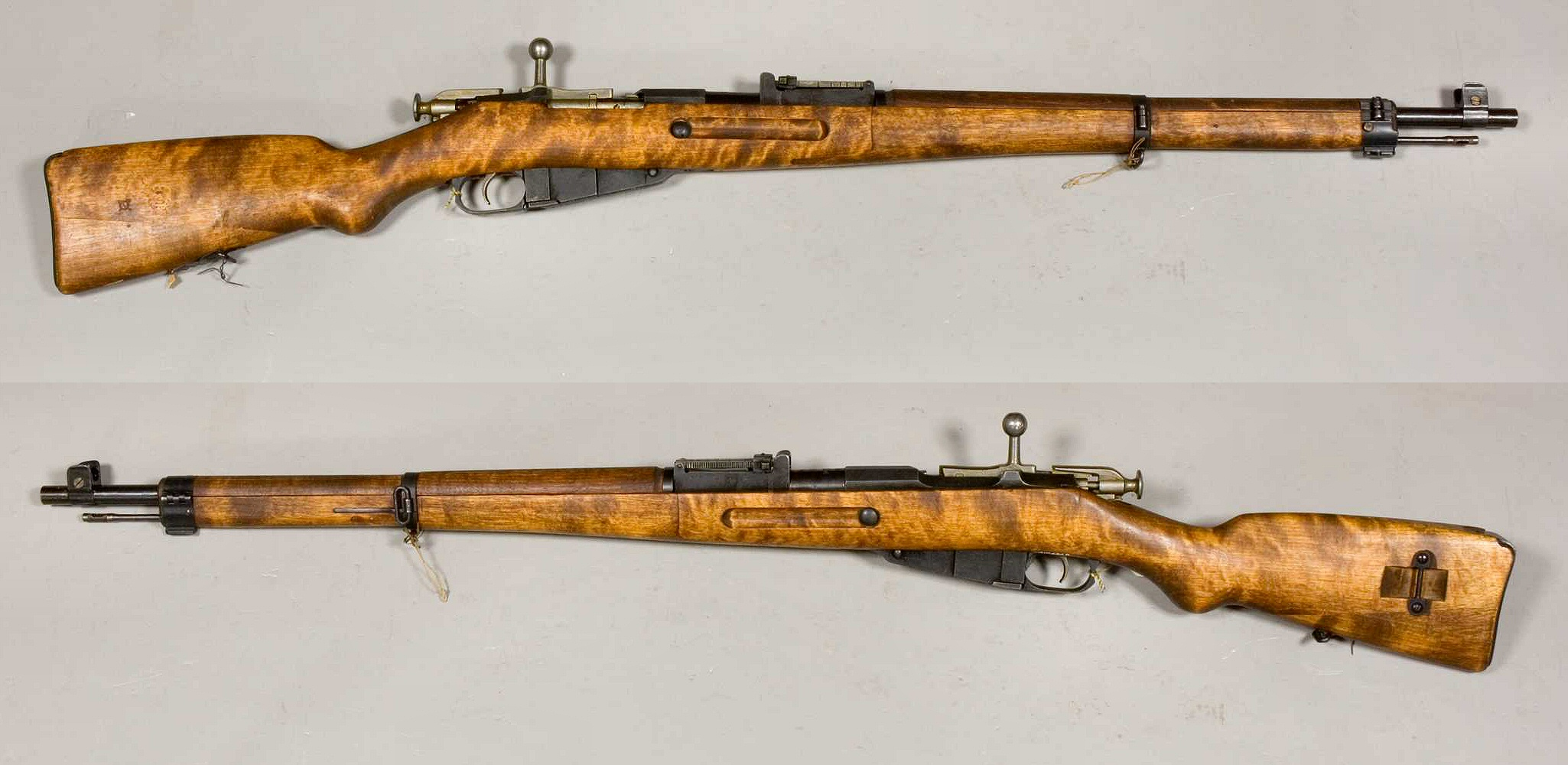
Mosin-Nagant M/39

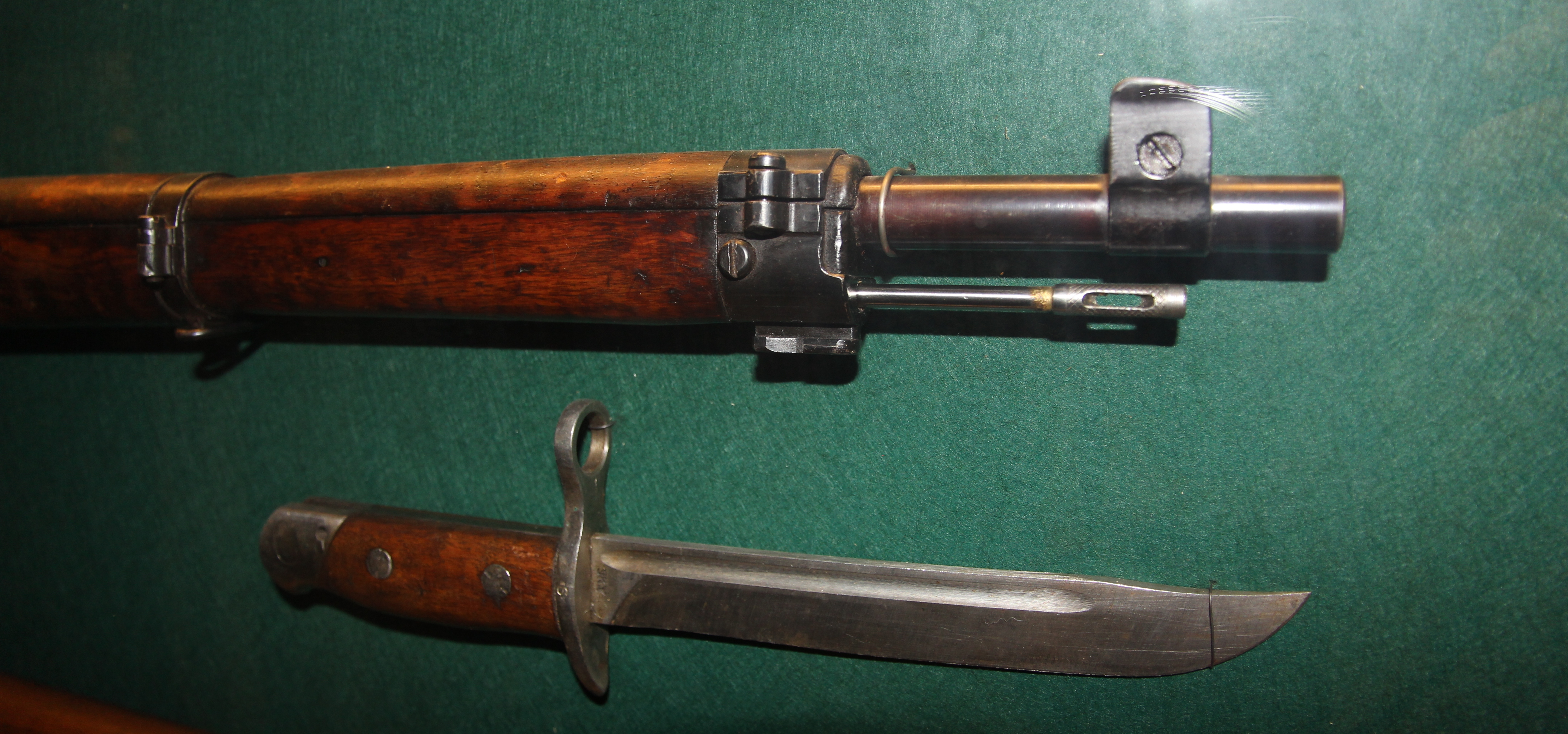
Baionetta M/39

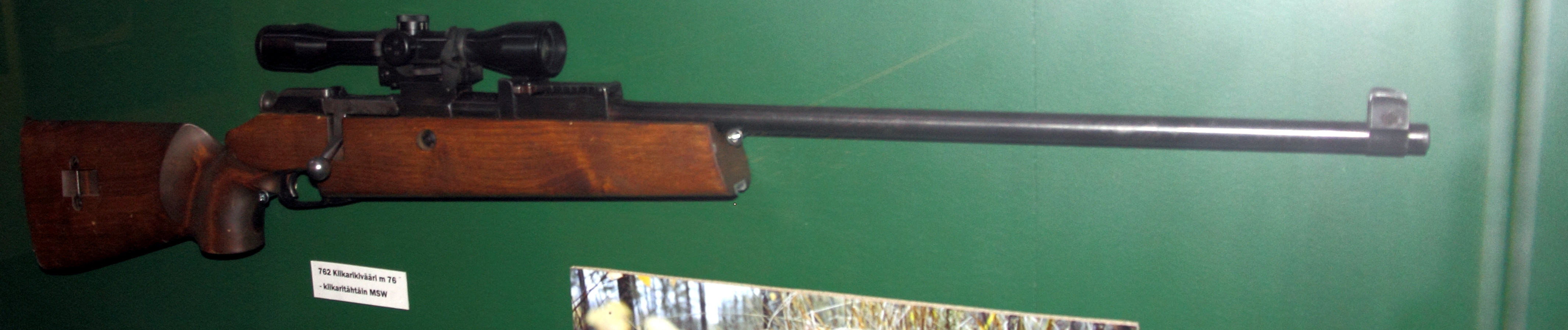
Mosin-Nagant M/28-76

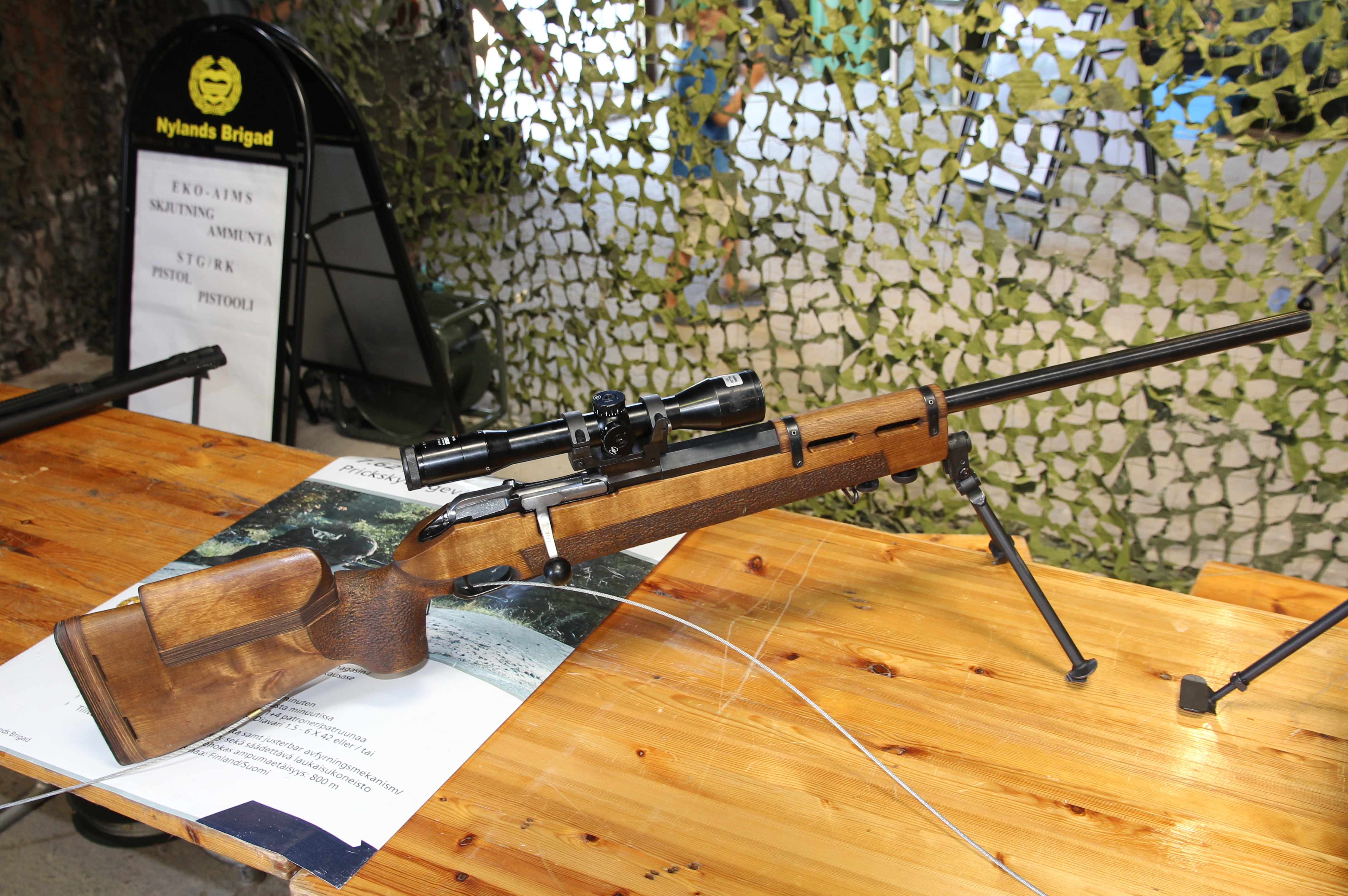
7,62 Tkiv 85

La maggior parte di fucili finlandesi furono assemblati da SAKO, Tikkakoski Oy o Valtion Kivääritehdas. La munizione russa 7,62 × 53 mm R è una variante modificata del proiettile russo 7,62 × 54 mm R e viene spesso considerata intercambiabile con esso. Tuttavia, la vecchia variante finlandese era caricata con una palla tipo S con diametro nominale di 7,82 mm (.308). Nel 1936 l'esercito finlandese adottò una nuova munizione intesa per l'uso in fucili e mitragliatrici, denominata D-166, con diametro nominale di 7,87 mm (.310). Il nuovo fucile M/39 fu quindi pensato per il nuovo proiettile e dunque la canna ha un diametro nominale di 7,87 mm (.310).
Per chi ricarica autonomamente, è consigliabile l'uso di palle .308 a meno che non si usi un M/39 o un qualunque altro fucile russo (o affine), nel qual caso la palla di preferenza dovrebbe essere quella da .310.
- M/91: quando la Finlandia ottenne l'indipendenza, si ritrovò con un gran numero di M91. Per questo, si decise di adottare il fucile come arma standard e altri Mosin furono comprati da quelle nazioni europee che erano riusciti a catturarne durante la Prima guerra mondiale. Queste armi vennero raffinate dai finlandesi e rinominate M/91[20]. A metà degli anni venti la Tikkakoski produsse nuove canne per le armi. Solo più tardi, nel 1940, la Finlandia avvertì la necessità di produrre nuovi M/91. La VKT interruppe la produzione nel 1942 in favore nel nuovo M/39, mentre la Tikkakoski continuò a produrre M/91 fino al 1944. Gli M/91 rimasero i fucili principali sia durante la Guerra d'Inverno che la Guerra di continuazione.
- M/91rv: una variante da cavalleria creata a partire dai Dragoni, ma modificata per usare le cinghie dei Kar98a pur mantenendo intatti gli agganci per la cinghia sovietica[21].
- M/24[22]: il primo progetto di miglioramento del Mosin intrapreso dalla Suojeluskunta (Guardia Civile), di cui esistono tre varianti. Le canne furono prodotte dalla SIG e da un consorzio tedesco. Le canne di produzione svizzera sono sia a profilo standard che pesante, mentre le canne tedesche sono solamente pesanti[23]. Il contratto iniziale per la SIG fu stipulato il 10 aprile 1923 e prevedeva la consegna di 3.000 canne a profilo standard. Successivamente si stipulò un nuovo contratto per la fornitura di 5.000 canne pesanti modificate alla volata per accettare le baionette del Mosin russo. I due contratti tedeschi, stipulati tra il 1924 e il 1926, prevedevano la consegna rispettivamente di 5.000 e 8.000 canne pesanti. Le canne tedesche sono marcate Bohler-Stahl nella parte inferiore della camera. Tutti gli M/24 sono riconoscibili dal punzone della Guardia Civile (una S soromontata da tre rami). Tutti gli M/24 sono dotati di una molla elicoidale nel gruppo grilletto per ridurne la corsa e aumentare la precisione dell'arma. Gli M/24 furono soprannominati "Fucili Lotta" in onore delle ausiliarie donne della Guardia Civile (conosciute come Lotta Svärd) che riuscirono a raccogliere i fondi sufficienti a comprare, riparare o rimettere in funzione quasi 10.000 fucili[24].
- M/27: il primo modello ottenuto rimaneggiando completamente i 91/30 sovietici, fu soprannominato Pystykorva (letteralmente "spitz") per via delle due alette di protezione del mirino anteriore che ricordano le orecchie dell'omonima razza canina[25]. Furono mantenuti calciatura e caricatore del 91/39 ma fu montata una canna pesante più corta. Le mire furono modificate. Castello e otturatore furono modificati così da avere delle ali sull'otturatore e dei recessi complementari sul castello in cui bloccare le meccaniche. I calci vennero inizialmente prodotti accorciando quelli dei 91/30 russi e allargando l'apertura per la nuova canna pesante. Furono creati appositamente nuove bande per i calci e fu introdotta una nuova baionetta. I calci così modificati si rivelarono però estremamente fragili e questo, sommato ad altri problemi, rallentò la produzione fino alla metà degli anni '30 quando si trovarono nuove soluzioni e i calci vennero nuovamente rilavorati. Prodotto tra il 1927 e il 1940, il M/27 fu il fucile d'ordinanza delle forze finlandesi durante la Guerra d'inverno.
- M/27rv: variante da cavalleria dell'M27, dove rv sta per ratsuväki (forze a cavallo). Ne furono prodotti 2217 esemplari. A causa dell'uso che ne fu fatto, la metà di questi finì persa durante le due guerre con la Russia. Buona parte dei rimanenti erano troppo malridotti per essere anche solo riparati e dunque ad oggi esistono poco più di 300 M/27rv, numero che rende quest'arma la variante più rara tra i Mosin finlandesi.
- M/28: una variante progettata dalla Guardia Bianca[26]. Gli M/28 differiscono dagli M/27 principalmente per il design della banda, ora un pezzo unico invece dei due del M/27, e del grilletto. Le canne furono inizialmente comprate dalla SIG, poi dalla Tikkakoski e dalla SAKO.
- M/28-30: una variante migliorate dell'M/28[27]. La differenza più evidente è il mirino posteriore. Lo stesso mirino sarà poi usato negli M/39. Test recenti hanno evidenziato gradi di precisione incredibili per queste armi, con una taratura delle mire posteriori eseguita in maniera perfetta tra i 150 e i 2000 m. Il grilletto fu migliorato aggiungendo una molla elicoidale per ridurne la corsa (poi rimossa nei successivi M/39). Il caricatore fu modificato per evitare inceppamenti e marcati HV (Häiriö Vapaa, ovvero letteralmente "senza inceppamento") sul fianco destro. Anche gli M/39 usano gli stessi caricatori ma non vi è la scritta HV. Gli M/28-30 presentano una copertura metallica all'interno della calciatura, usata per ridurre al minimo i cambiamenti armonici della canna e per rendere il più costante possibile il contatto tra calcio e canna in caso di umidità (i successivi M/39 non presentano questo miglioramento).

In aggiunta all'uso militare, circa 400 M/28-30 furono prodotti dalla SAKO per il campionato mondiale di tiro che si tenne ad Helsinki nel 1937.
Un M/28-30, matricola 60974, fu usato dal tiratore Simo Häyhä. Molti M28/30 erano stati usati nelle competizioni già prima della guerra (tra questi anche il fucile di Häyhä) viste le loro caratteristiche di costruzione quasi perfette. Il fucile di Häyhä si trovava al museo PKarPr fino al 2002, dopodiché è stato trasferito dall'esercito in un luogo riservato.
- M/91-35: un nuovo modello prodotto dall'Esercito finlandese per rimpiazzare M/27, M28 e M28-30. La Guardia Bianca si oppose al progetto, contestando al nuovo fucile una scarsa precisione e una fiammata troppo vistosa. L'arma non fu mai adottata e si preferì il nuovo M/39.
- M/39: soprannominato Ukko-Pekka in riferimento all'ex-presidente Pehr Evind Svinhufvud, l'arma fu il frutto di un compromesso tra Esercito e Guardia Bianca, un tentativo di standardizzare la produzione di Mosin-Nagant[28]. L'arma deriva per la maggior parte dagli M28-30, ma comprendeva alcune modifiche suggerite dall'esercito. La maggior parte dei fucili presenta un'impugnatura a pistola (i primi esemplari hanno tuttavia ancora il calcio standard). Solo 10 fucili furono pronti per la Guerra d'Inverno, ma ben 96.800 furono prodotti in tempo per la Guerra di continuazione. Altri esemplari vennero assemblati negli anni '60 e '70 da parti rimaste negli arsenali portando la produzione totale a circa 102.000 esemplari.
- M/30: la Tikkakoski produsse varianti migliorate dei 91/30 nel 1943/1944, designandole M/30, usando nuove canne e parti dai quasi 125.000 fucili catturati durante la Guerra d'Inverno e la Guerra di continuazione, più i 57.000 fucili acquistati dai tedeschi nel 1944 (utilizzabili però unicamente per parti di ricambio). La produzione comprende calci monopezzo o bipezzo e organi di mira russi e finlandesi.
- M/56: variante sperimentale in 7,62 × 39 mm.
- M/28-57: variante da biathlon in 7,62 × 54 mm R.
- M/28-76: variante per il tiro al bersaglio e l'addestramento, prodotta in due modelli dall'esercito finlandese. La base di partenza per l'arma sono i fucili M/28-30 e M/39.
- 7.62 Tkiv 85: un fucile da tiratore moderno basato sul Mosin e assemblato dal Valmet e dall'Asevarikko 1 a Kuopio.

### Cecoslovacchia
- VZ91/38: molto simile alla variante M91/59, questi fucili erano ottenuti "tagliando" i modelli standard o dragone. Esistono pochissimi esemplari di quest'arma e non si conoscono le ragioni che spinsero alla sua creazione. Come la M44 la calciatura presenta uno scavo per la baionetta, ma non vi sono prove che i VZ91/30 abbiano mai avuto baionette. I mirini ricordano quelli della M44 post-bellica.
- VZ54: variante di precisione basata sul 91/30 ma con calciatura sportiva. L'arma monta un'ottica ceca da 2,5 ingrandimenti e mire metalliche posteriori proprietarie. Altre caratteristiche sono prese in prestito dai Mauser tedeschi come il mirino a lama anteriore e i tenoni di chiusura.
- VZ54/91: versione migliorate del VZ54 dotata di calcio biathlon regolabile. Una scina nella calciatura anteriore permette il montaggio di anelli per la cinghia o bipiedi. L'arma monta un'ottica PSO-1 (analoga a quella di un Dragunov) su una slitta proprietaria laterale. Le mire metalliche sono le stesse del VZ54.

### Cina
- Type 53: una versione costruita su licenza e basata sulla M44 sovietica[29]. Dato che molte delle carabine arrivate negli Stati Uniti sono costruite con un mix di parti cinesi e parti sovietiche, non è facile stabilire in che periodo questa mescolanza sia avvenuta. Le Type 53 cinesi si trovano sia con baionetta pieghevole che senza, ma la seconda variante è più rara della prima. L'arma rimase in servizio attivo dal 1953 fino agli inizi degli anni '60 quando furono adottate le due versioni di Type 56 (varianti dell'AK sovietico). Negli anni '60 e '70 migliaia di Type 53 finirono in Cambogia e Vietnam. Alcuni di queste carabine furono impiegate perfino nelle guerre jugoslave degli anni '90.

### Ungheria
- Gyalogsági Puska, 48.Minta: prodotta dagli stabilimenti della Fémáru Fegyver és Gépgyár di Budapest, questa variante di alta qualità del Mosin sovietico fu prodotta dal 1949 fino al 1955. Tutti gli esemplati presentano una finitura eccellente e la marcatura "02" su tutte le parti[30]. Esiste anche una versione di precisione dell'arma che venne usata in grandi quantità dalle forze dell'NVA durante la Guerra del Vietnam[31].
- M/52 (U): copia diretta della variante di precisione M91/30 sovietica. Le differenze includono la bluitura dell'acciaio, lavorazioni di alta qualità e la marcatura "02" su ogni parte dell'arma (identificativo di armi prodotte interamente in Ungheria).M/52 (U) con ottica PU 3,5×

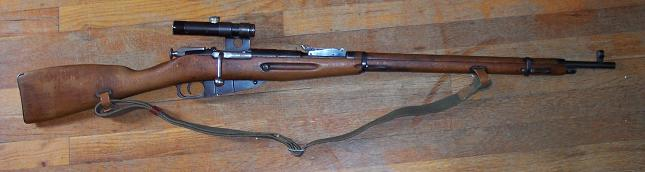
M/52 (U) con ottica PU 3,5×

- M/44 (U): copia ungherese post-bellica della M44 sovietica, che come unica differenza presenta la marcatura "02" sulla varie parti[32].

### Romania
Esemplari riconoscibili per il punzone triangolare con freccia su molte parti del fucile. Si trova spesso un punzone con due rami di alloro attorno alla sigla RPR (Republica Populară Romînă, Repubblica Popolare di Romania). Ben visibili sono anche le marcature degli anni di produzione. Il gruppo grilletto nei Mosin romeni è proprietario e regolabile, per cui non intercambiabile con i modelli di altre nazioni.
- M44 (R): variante prodotta localmente della M44 sovietica tra il 1953 e il 1955[32]. Piccolissime variazioni con l'originale.
- M44/S (R)[33]: analoga alla M44 (R), ma dotata di silenziatore integrale e ottica LPS 4×6 TIP2 (analoga a quella montata sui PSL). Fu impiegata prevalentemente dalle unità antiterrorismo della Securitate[32].
- M91/30 (R): variante prodotta localmente dell'M91/30 nel 1955[34]. Alcune armi sono marcate con la scritta INSTRUCTIE ed erano tenute come arma di riserva per le seconde linee in caso di invasione. Il marchio INSTRUCTIE è spesso (ma non sempre) accompagnato da una fascia rossa sulla calciatura. Molti collezionisti sconsigliano di sparare con queste armi, nonostante possano apparire in buone condizioni. I fucili EXERCITIU sono altamente pericolosi in caso di utilizzo, in quanto spesso mancano delle parti necessarie alla chiusura completa dell'otturatore che quindi potrebbe ferire gravemente l'utilizzatore.

### Polonia
- wz. 91/98/23: conversione in 7,92 mm Mauser, con caricatore modificato per l'uso di munizioni non flangiate. Monta la classica baionetta russa a spillo.
- wz. 91/98/25: analogo al wz. 91/98/23 ma con predisposizione per il montaggio di baionette M89 tedesche.
- wz. 91/98/26: analogo al wz. 91/98/25 ma con meccaniche interne rimodellate su quelle dei fucili Mauser.
- wz. 44: variante prodotta in Polonia basata sulla M44, ma marcata con il punzone polacco (11)[32].

### Stati Uniti
- U.S. Rifle, 7.62 mm, Model of 1916[35]: a causa della cronica mancanza di armi e dell'inadeguatezza delle strutture armiere in Russia, il governo zarista ordinò 1.500.000 M1891 alla Remington Arms e altri 1.800.000 fucili alla New England Westinghouse negli Stati Uniti. Molti di questi fucili non vennero mai consegnati a causa della firma del Trattato di Brest-Litovsk con cui la Russia cessava ogni ostilità a causa della Rivoluzione. I bolscevichi che presero il potere, dichiararono che non avrebbero onorato i contratti con le due manifatture americane che quindi si ritrovarono "sommerse" di fucili. Il governo americano intervenne, comprando i fucili in eccedenza e salvando le due compagnie dalla bancarotta. I fucili che già si trovavano in Gran Bretagna pronti per la consegna furono spediti nel nord della Russia nel biennio 1918-1919. In America l'arma venne usata come strumento di addestramento per le truppe o armò vari corpi secondari. Nel 1917 50.000 fucili vennero inviati (passando per Vladivostok) alle Legioni Cecoslovacche in Siberia che cercavano di aprirsi un passaggio verso la Francia per salvare la famiglia Romanov. Tra le due guerre, i fucili acquistati dall'esercito americano furono rivenduti sul mercato civile a 3,00 $ al pezzo. Se non ricamerati in .30-06, questi fucili sono molto apprezzati dai collezionisti in quanto non presentano marchi di importazione (tipici invece delle armi importate da altri stati negli Stati Uniti).

## Uso civile
I Mosin-Nagant sono stati esportati dalla Finlandia fin dagli anni '60. Molti sono quindi finiti sui mercati civili a prezzi veramente esigui.
In Russia l'azione del Mosin-Nagant è stata usata per la produzione di un certo numero di varianti commerciali, la più famosa delle quali è la Vostok, commercializzata in Europa tra gli anni '60 e '70 e camerata per i proiettili 7,62 × 54 mm R e 6,5 × 54 mm R. Quest'ultima munizione è una 7,62 mm russa ridotta in diametro per il tiro di precisione ed è stata la munizione ufficiale della nazionale russa di tiro al bersaglio fino alla revisione del regolamento, quando fu imposta la distanza di 50 m e l'obbligo di utilizzo di munizioni calibro .22 LR.
Un buon numero di armi prodotte dalla New England Westinghouse e dalla Remington fu venduto ai cittadini statunitensi tra le due guerre mondiali. Fucili di questo tipo sono molto apprezzati per l'assenza di marchi di importazione. Molti Mosin americani sono stati ricamerati per il .30-60, ma non tutte le conversioni sono state eseguite con la cura necessaria pertanto si consiglia di far controllare il fucile ad un armaiolo esperto prima di tentarne l'utilizzo con munizionamenti moderni.
Con la caduta della Cortina di ferro, un numero elevato di Mosin-Nagant ha raggiunto i mercati esteri. A causa dell'enorme surplus prodotto dalle industrie russe durante la guerra e della tendenza dell'Unione Sovietica di tenere in magazzini grandi quantità di armi ben conservate, il prezzo di un Mosin-Nagant è incredibilmente basso.
C'è un notevole interesse per la famiglia di fucili Mosin-Nagant, dato che l'arma è popolare sia tra i cacciatori che tra i tiratori amatoriali. Le limitate possibilità di regolazione delle mire (specie nei modelli tarati in arshin) hanno spinto alcune compagnie a produrre particolari ottiche regolabili. Mojo e Smith-Sights producono ottiche vere e proprie da agganciare al castello delle armi (solo quelle russe), mentre altre compagnie hanno sviluppato delle scine particolari che permettono il montaggio di mirini da pistola sul mirino posteriore dei 91/30 senza necessità di modificare il fucile in alcun modo.
L'arma non è delle più precise, con rose di 10–20 cm a 100 m con l'uso di munizioni di buona qualità. I fucili di precisione (con o senza mirino, la questione è irrilevante) possono raggiungere rose di 5–10 cm a 100 m. I fucili M/39 finlandesi, i più precisi tra tutti i modelli esistenti di Mosin-Nagant, possono facilmente mostrare rose di 5–7 cm a 100 m.
Esistono anche particolari calciature "drop-in" in materiali moderni per chi vuole conferire al suo Mosin un aspetto più moderno e sportivo. Affiancate ai calci esistono intere schiere di accessori di fattura moderna: le scine non permanenti sono le più gettonate, in quanto permettono in montaggio di ottiche moderne senza modificare irreversibilmente l'arma, che andrebbe quindi a perdere il suo eventuale valore; ci sono poi freni di bocca che riducono rilevamento e rinculo e ultimamenti adattatori che permettono di montare speciali caricatori esterni (e amovibili) da 10 colpi invece dei classici 5.

## Utilizzatori
- Afghanistan
- Angola[41]
- Armenia
- Belgio[42]
- Bulgaria[43]: ancora in uso al 101º Battaglione Alpino.
- Cambogia[44]
- Cina[45]
- Corea del Nord[46]
- Cuba[41]
- Egitto[47][48]
- Estonia[49]
- Filippine
- Finlandia[45][50]
- Georgia
- Indonesia
- Iraq
- Laos
- Lettonia[47]
- Mongolia
- Namibia
- Polonia[45]: solo ad uso cerimoniale
- Romania[45]
- Russia
- Tagikistan
- Tailandia
- Turkmenistan
- Ucraina[51]
- Ungheria[45]
- Uzbekistan
- Vietnam[41]

### Ex-utilizzatori
- Albania[45]
- Impero Austro-Ungarico[43]
- Azerbaigian
- Cecoslovacchia[45]
- Germania Est[45]
- Israele
- Giappone[50]
- Kirghizistan
- Lituania
- Montenegro[52]
- Germania Nazista (esemplari catturati e denominati Gewehr 252-256)
- Romania[45]
- Impero Russo[45]
- Polonia
- Regno di Serbia[52]
- Spagna[53]
- Unione Sovietica[45]
- Turchia[50][54]
- Regno Unito[50]
- Stati Uniti[50][55]
- Jugoslavia[47]